# Vespa analis
Espèce
Vespa analis est une espèce de frelon qui se rencontre en Asie.

## Répartition
Cette espèce est présente en Asie. Elle a été identifiée sur la péninsule Malaise.

## Description
Les ouvrières sont difficiles à distinguer des reines chez cette espèce, car la différence de taille est à peine visible. Le premier nid d'une colonie est caractérisé par la présence d'un tunnel d'entrée, comme chez Vespa affinis. Le nid d'une colonie peut mesurer jusqu'à 80 cm de haut et contenir 3 050 alvéoles. Chaque nid n'abrite qu'une seule reine.
Vespa analis est remarquable à sa tête entièrement jaune vif et à son thorax totalement noir. Son abdomen est noir et zébré de jaune comme les guêpes. Semblable à Vespa ducalis.

## Liste des sous-espèces
- Vespa affinis subsp. analis Fabricius, 1775
- Vespa affinis subsp. nigrans